# Hotel Fürstenhof (Berlin)

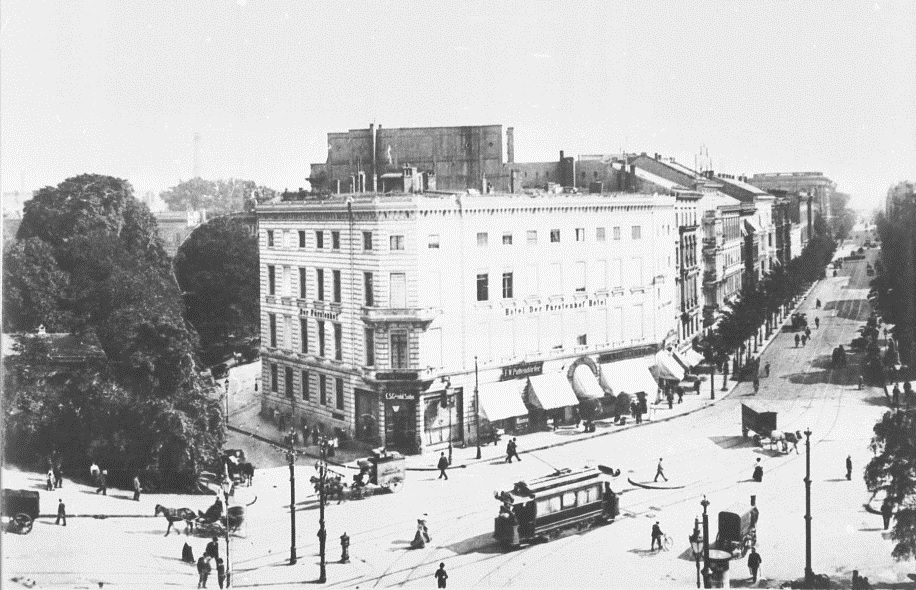
Hotel Fürstenhof, vor 1906

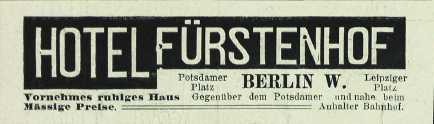
Zeitungsanzeige des Hotels Fürstenhof, 1903

Das Hotel Fürstenhof war ein traditionsreiches Luxushotel am Potsdamer Platz in Berlin-Mitte. Es bestand bereits in der zweiten Hälfte des 19. Jahrhunderts als Hotel der mittleren Kategorie und eröffnete zum Luxushotel vergrößert 1907 erneut. Im Zweiten Weltkrieg wurde das Hotel zerstört.

## Ein Hotel in günstiger Lage

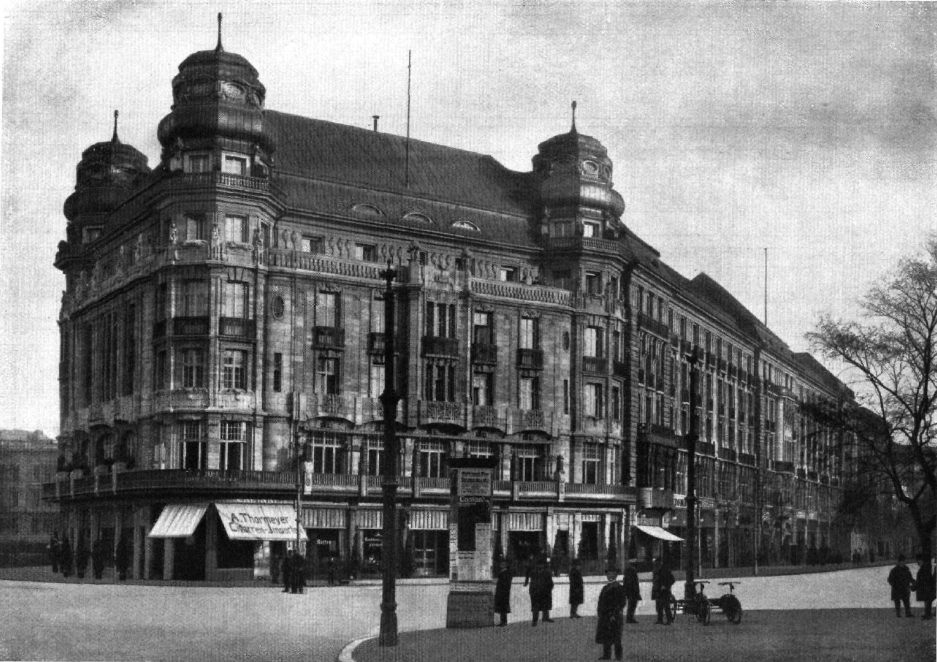
Das erneuerte Hotel Fürstenhof, 1908

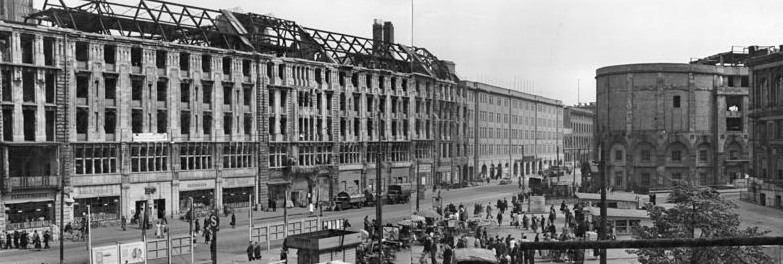
1952: Blick vom Potsdamer Platz in die Stresemannstraße. Links die Ruine des Hotels Fürstenhof. Gegenüber rechts das Haus Vaterland

Das Hotel Fürstenhof bestand ausweislich von Reiseführern des 19. Jahrhunderts bereits in der zweiten Hälfte des 19. Jahrhunderts als Hotel der mittleren Kategorie am Leipziger Platz (Nr. 2). Der Betrieb des Hotels profitierte von seiner günstigen Lage am verkehrsreichen Potsdamer Platz mit dem Potsdamer Bahnhof. Ganz in der Nähe befanden sich an der Nordseite des Potsdamer Platzes das Grand Hotel Bellevue sowie das Palast-Hotel. Nicht weit entfernt war auch der Anhalter Bahnhof am Askanischen Platz.
Dieser ältere und eher schlichte Bau des Hotels Der Fürstenhof bot Raum für 50 Zimmer. Der letzte Besitzer des alten Hotels Fürstenhof in dieser Form – mit der Adresse Leipziger Platz 2 – war der Hotelier Heinrich Quitz (dort 1899–1905 nachweisbar). Er verkaufte 1905 das Hotelgebäude an das Gastronomie-Unternehmen Aschinger und versuchte dann, in der Markgrafenstraße 49 direkt am Gendarmenmarkt ein neues Hotel unter dem Namen Fürsten-Hotel zu installieren. Das Fürsten-Hotel am Gendarmenmarkt bestand nur von 1906 bis 1909.

## Ausbau zum Luxushotel
Das Gastronomie-Unternehmen Aschinger ließ für das in exponierter Lage befindliche große Grundstück am Potsdamer und Leipziger Platz sowie an der Königgrätzer Straße (1930–1935 und seit 1947 Stresemannstraße) einen Architektenwettbewerb ausloben, dessen Ergebnis in der Berliner Architekturwelt vom Juli 1905 dokumentiert ist. Die obsiegenden Berliner Architekten Richard Bielenberg und Josef Moser errichteten 1906–1907 das neue Hotel Fürstenhof.
Durch den Zukauf angrenzender Grundstücke konnte das Hotelareal dabei vor allem in die Königgrätzer Straße hinein verlängert werden. In seiner neuen erheblich vergrößerten Gestalt verfügte das Hotel über 300 Zimmer. Die Architektur des Neubaus wies Elemente des Jugendstils, der beginnenden Moderne und des Neobarocks auf. Auch das Innere des Gebäudes war aufwendig ausgeschmückt, u. a. durch einen Brunnen von Ludwig Vordermayer und Schnitzereien von Richard Kühn. Der Grieben-Reiseführer führt den Fürstenhof 1920 in seiner Liste der Hotels „allerersten und ersten Ranges“ auf und urteilt: „Vornehmes Haus mit allem Komfort“ und weist auf das dem Hotel angeschlossene Café Fürstenhof hin.

## Kriegsschäden und Abriss
Im November 1943 wurde das Gebäude bei einem britischen Luftangriff von Fliegerbomben beschädigt und die Ruine in den 1950er Jahren komplett abgerissen.